# Didemnum caudiculatum
Didemnum caudiculatum är en sjöpungsart som beskrevs av Romanov 1989. Didemnum caudiculatum ingår i släktet Didemnum och familjen Didemnidae. Inga underarter finns listade i Catalogue of Life.